# Oonops propinquus
Oonops propinquus là một loài nhện trong họ Oonopidae.
Loài này thuộc chi Oonops. Oonops propinquus được miêu tả năm 1983 bởi Dumitrescu & Georgescu.